# Grüne Post (Segelflugzeug)
Die Grüne Post war ein einsitziges Segelflugzeug, das Anfang der 1930er Jahre von Alexander Lippisch konstruiert wurde.

## Entwicklung
Lippisch erhielt 1932 von der Redaktion der Zeitschrift Die Grüne Post den Auftrag zur Konstruktion eines im Aufbau einfach gehaltenen Segelflugzeuges, um den Fliegerklubs des Landes und besonders der fluginteressierten Jugend die Möglichkeit zum selbsttätigen Nachbau zu geben und sie damit in die Lage zu versetzen, kostengünstig Flugsport zu betreiben.
Er entwarf einen abgestrebten Hochdecker in stoffbespannter Holzbauweise mit rechteckiger Tragfläche, freitragendem Normalleitwerk und wahlweise offener oder geschlossener Kabine. Es wurde ein Prototyp aufgelegt, der unter der Leitung von Lippisch in der Flugtechnik-Werkstatt auf der Wasserkuppe im selben Jahr vollendet wurde. Die Erprobung im November übernahm der Leiter der dortigen RRG-Flugschule, Fritz Stamer, der ihm gute Flugeigenschaften bescheinigte. Im Anschluss fertigte Lippisch Konstruktionpläne auf zwei DIN-A3-Seiten an, die erste noch im selben Monat, die zweite im Februar 1933, die von der Grünen Woche vervielfältigt und einschließlich Bauanleitung zum Kauf angeboten wurden. Im Juni 1933 waren Nachbauten in Brasilien, Zentralafrika und Kanada erfolgt, in  Österreich wurde ein Bau angekündigt. Am 29. Januar 1934 wurde die erste österreichische Maschine in Lienz auf den Namen Lisl getauft.
Für den Fall, dass fertige Flugzeuge mit dem Logo der Zeitschrift fliegen sollten, wurden Sponsorengelder in Aussicht gestellt. Etwa 2500 Bauzeichnungen konnten verkauft werden. Es wird davon ausgegangen, dass ungefähr 5 % davon zu Nachbauten führten, was 125 gebauten Flugzeugen entsprechen würde. Für die Qualität von Lippischs Entwurf spricht folgender Bericht:

„Das Mitglied der Grazer Akademischen Fliegergruppe, Hans Schweyer, ein C-Pilot, führte am Sonntag, den 23. Juli einen halbstündigen Segelflug aus, der trotz Hagel und Regen mit einer glatten Landung beendet wurde[.] Schweyer benützte das von Deutschlandsbergern Segelfliegern erbaute Uebungsflugzeug ‚Grüne Post‘. Er startete in den ersten Nachmittagsstunden beim Koralpenschutzhaus. Zunächst nahm der Flieger Kurs auf Schwanberg, mußte aber bald nach Westen beidrehen. Die ‚Grüne Post‘ geriet in eine Hagelwolke und dann in strömenden Regen. Dem Flugzeugführer wurden von den Hagelkörnern die Brillengläser eingeschlagen. Schließlich setzte die Maschine auf der Wiese des Bürgermeisters von St. Andrä auf. Schweyer, Leiter der Fliegergruppe ‚Deutsche Burschenschafter‘ und sein Apparat hatten erfreulicherweise diesen gewagten Flug gut durchgehalten.“

Bis zur ersten Hälfte der 1930er Jahre war das Muster durchaus populär, verlor danach aber rasch an Bedeutung. Die letzte nachweisbare Grüne Postwar am 1. Januar 1948 in der Schweiz als HB–131 registriert und flog bei der Segelfliegergruppe Freiburg. Ein Nachbau kann im Deutschen Segelflugmuseum auf der Wasserkuppe besichtigt werden. Ein Neubau wurde von 2020 bis 2024 realisiert, erhielt im September 2024 die Zulassung und absolvierte im gleichen Monat die ersten Flüge in Kropp und Aukrug.

### AEKKEA-Raab Grüne Post
In Griechenland entstanden mehrere Segelflugzeuge nach Plänen der Grünen Post bei AEKKEA-Raab in Athen. Antonius Raab und sein Chefkonstrukteur Georgios Pagakis, der bereits in seiner Studienzeit an der Technischen Universität von Athen das Segelflugzeug Diavolos konstruiert hatte, überarbeiteten die Originalpläne der RRG und nahmen bei AEKKEA-Raab in Moschato 1939 eine Kleinserien-Produktion der AEKKEA-Raab Grüne Post auf. Insgesamt wurden 8–10 Grüne Post bei AEKKEA-Raab 1939 und 1940 gebaut, die bei griechischen Luftsportvereinen in Athen und Thessaloniki ohne Zulassung flogen.

## Technische Daten

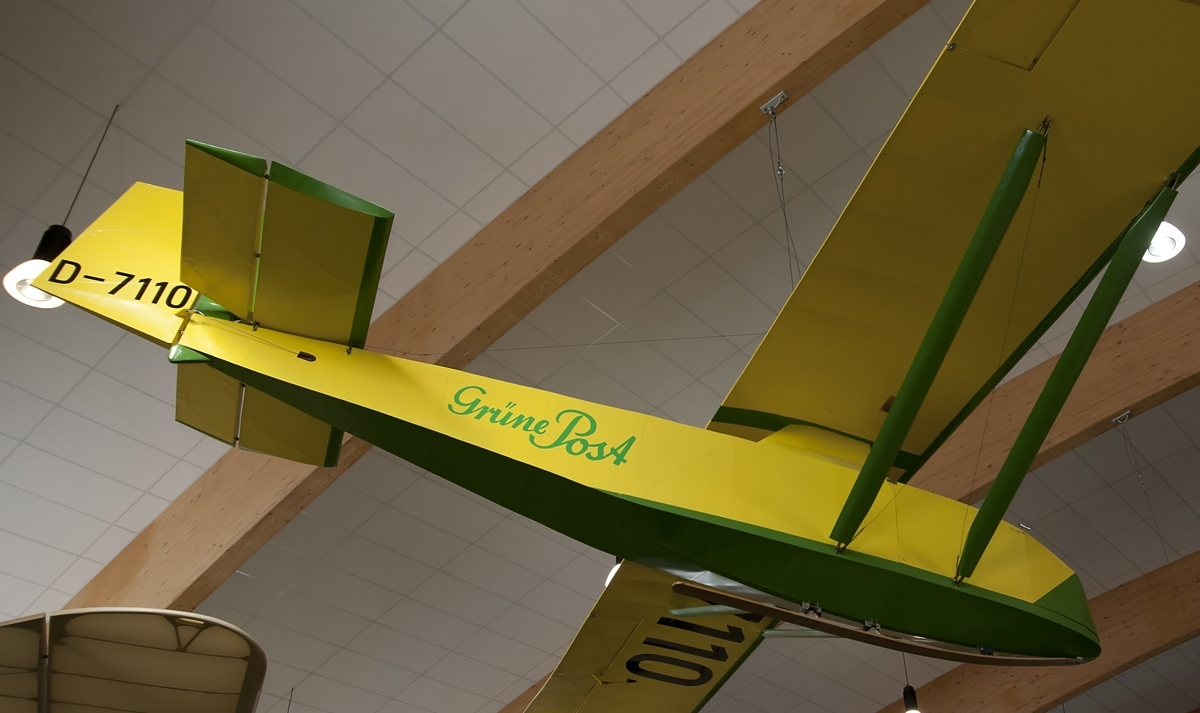
Grüne Post im Segelflugmuseum

| Kenngröße        | Daten      |
| ---------------- | ---------- |
| Besatzung        | 1          |
| Spannweite       | 10,00 m    |
| Länge            | 5,60 m     |
| Höhe             | 1,44 m     |
| Flügelfläche     | 13,5 m²    |
| Flügelstreckung  | 7,4        |
| Flächenbelastung | 14,1 kg/m² |
| Rüstmasse        | 110 kg     |
| Startmasse       | 190 kg     |
| Gleitzahl        | 16         |